# 船橋市立市場小学校
船橋市立市場小学校（ふなばししりつ いちばしょうがっこう）は、千葉県船橋市市場一丁目にある公立小学校。

## 交通
- JR総武線船橋駅下車 徒歩15分
- 京成本線船橋駅下車 徒歩約18分